# Salobreña
Salobreña er en by og kommune i det sydøstlige Spanien i provinsen Granada. Den har et indbyggertal på 12.660 (2024) indbyggere.